# تسیلیتس
تسیلیتس (به آلمانی: Zielitz) یک شهر در آلمان است که در Börde واقع شده‌است. تسیلیتس ۲٬۰۱۳ نفر جمعیت دارد.